# Mary Ainsworth
Mary Ainsworth (Glendale (Ohio), 1 december 1913 – Charlottesville (Virginia), 21 maart 1999) was een Amerikaanse psycholoog, die onder andere studeerde bij John Bowlby.
Na een paar jaar studeren trad ze in 1942 toe tot het Canadian Women's Army Corps. Na WO2 keerde ze terug naar de universiteit van Toronto. Ze huwde met psycholoog Leonard Ainsworth.
Voor hun werk moesten ze veel reizen. Zo kwamen ze in contact met veel invloedrijke psychologen zoals John Bowlby
Ainsworth heeft onderzoek gedaan naar de verschillende vormen of patronen van interactie tussen opvoeder en kind. Zij werkte het idee uit dat gehechtheidsgedrag wordt opgeroepen in stressvolle situaties. Met deze gedachte ontwikkelde zij de vreemdesituatietest waarmee de hechtingstypen op een gestandaardiseerde wijze te classificeren is.
- Bibliothèque nationale de France: cb135572508 (data)
- Gemeinsame Normdatei: 128451424
- International Standard Name Identifier: 0000 0001 1070 1001
- Library of Congress Control Number: no2001015534
- Nationale Bibliotheek van Tsjechië: jn20010601074
- Nationale Bibliotheek van Israël: 987007459601405171
- Nederlandse Thesaurus van Auteursnamen: 067463304
- LIBRIS: 272200
- SNAC: w6sr05q1
- Système universitaire de documentation: 050844431
- Virtual International Authority File: 71557071
- WorldCat: E39PBJjMFtyQvgfqfcjQp9yrv3